# Prochowódka
Prochowódka (Parchowatka, 292 m n.p.m.) – wzgórze w Paśmie Sowińca w Krakowie. Pod względem geograficznym znajduje się w obrębie Pomostu Krakowskiego zaliczanego do makroregionu Bramy Krakowskiej.
Wzgórze położone jest w północno-zachodniej części masywu, w jego głównym grzbiecie, pomiędzy Cocową Dużą od zachodu i Górą Buźnicką od wschodu. Na szczycie wzniesienia znajduje się Fort Olszanica, wchodzący w skład fortyfikacji Twierdzy Kraków, mieszczący później przez wiele lat stadninę koni. Północne stoki wzgórza w górnej części są zalesione, a w dolnej zabudowane domami jednorodzinnymi, należącymi do osiedla Olszanica. Znajduje się w nich jedno z dwóch źródeł Potoku Olszanickiego. Pozostałe stoki są bezleśne i częściowo zabudowane.
Przez wzgórze nie prowadzą znakowane szlaki turystyczne. Można się na nie dostać asfaltową ulicą Ireny Kosmowskiej od strony południowej lub kilkoma gruntowymi ścieżkami.